# Аверьянов, Максим Анатольевич
Макси́м Анато́льевич Аверья́нов (укр. Максим Анатолійович Авер'янов; род. 22 июля 1997, Черкассы) — украинский футболист, полузащитник

## Игровая карьера
Футболом начинал заниматься в СДЮШОР города Черкассы. Позже выступал в ДЮФЛУ за киевский РВУФК. 14 августа 2014 года был включён в заявку на сезон 2014/15 бронзового призёра чемпионата Украины и участника Лиги Европы харьковского «Металлиста». До зимнего перерыва провёл с составе молодёжной команды «металлистов» 10 игр.
В Премьер-лиге дебютировал 1 марта 2015 года в гостевом матче против киевского «Динамо». В этой игре помимо Аверьянова футболки первой команды харьковчан впервые надели также Богдан Бойчук, Алексей Ковтун, Егор Чегурко, Сергей Сизый, Дмитрий Антонов и Владимир Барилко. Такой «групповой дебют» игроков харьковской молодёжки стал возможен благодаря бойкоту лидерами «Металлиста» старта весенней части чемпионата Украины из-за невыполнения клубом контрактных обязательств перед ними.
На момент дебюта в высшем дивизионе Аверьянову было полных 17 лет. Он был самым младшим на поле, вышел в стартовом составе и провёл в игре 57 минут.
После расформирования «Металлиста» летом 2016 года перебрался в «Черкасский Днепр», однако за основную команду не провёл ни матча, выступая на любительском уровне за вторую команду клуба — «Заря-Черкасский Днепр-2» из Белозорья. В 2017 году перешёл в кропивницкую «Звезду»
Весной 2017 года был дисквалифицирован контрольно-дисциплинарным комитетом ФФУ на один год и ещё два года условно (с испытательным сроком 2 года) за участие в договорных матчах